# ル・ミリオン
『ル・ミリオン』（仏: Le million）は、1931年に公開されたフランスの映画。ジョルジュ・ベールらによる戯曲を基に、宝くじをめぐり男二人と美女が巻き起こす騒動を描くミュージカル・コメディ作品である。監督はルネ・クレール。出演はアナベラなど。
1967年 「映画史上のコメディ・ベスト10」第7位（カナダ、オッタワの映画保存協会が世界40か国の批評家のアンケートにより選出。「マダムと泥棒」と同位。）
日本では、1931年キネマ旬報外国映画ベストテンで第4位となった。2021年には4Kにデジタル修復されたものが公開された。

## キャスト
- ミシェル - 売れない画家、宝くじが当たる：ルネ・ルフェーヴル（フランス語版）（吹替：永井一郎）
- ベアトリス - ミシェルの婚約者、踊り子：アナベラ（吹替：海老原響子）
- プロスペール - ミシェルと同じアトリエを共有する彫刻家：ルイ・アリベール（フランス語版）（吹替：八奈見乗児）
- チューリップ　”クロシャール” - 表向きは古着屋、実は義賊の親分：ポール・オリヴィエ（フランス語版）
- ソプラネッリ - イタリアのオペラ歌手：コンスタンタン・シロエースコ
- タクシー運転手：レーモン・コルディ（フランス語版）
- ヴァンダ - ミシェルやプロスペールと親しいモデル：ヴァンダ・グレヴィル（フランス語版）

※日本語吹替: テレビ版・初回放送1966年11月25日『テレビ名画座』

## スタッフ
- 監督・脚本・台詞: ルネ・クレール
- 原作戯曲: ジョルジュ・ベール（フランス語版）、マルセル・ギユモー
- 撮影: ジョルジュ・ペリナル（フランス語版）
- 音楽: ジョルジュ・ヴァン・パリス（フランス語版）、アルマン・ベルナール（フランス語版）、フィリップ・パレス（フランス語版）
- 美術: ラザール・メールソン（フランス語版）
- 制作: トービス（フランス語版）